# Hippolyte Carnot

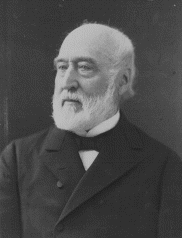
Hippolyte Carnot

Lazare Hippolyte Carnot (Sint-Omaars, 6 oktober 1801 – Parijs, 16 maart 1888) was een Frans politicus in de 19e eeuw.

## Jeugd
Hippolyte was de tweede zoon van de militair ingenieur en wetenschapper Lazare Carnot en de jongere broer van de natuurkundige Sadi Carnot. Hij leefde eerst in ballingschap met zijn vader in het Duitse Maagdenburg en keerde pas na diens dood in 1823 terug naar Frankrijk. In 1828 publiceerde hij Chants helléniens, vertaald uit het Duits van Wilhelm Müller, en in 1830 een Exposé de la doctrine Saint-Simonienne, over het saint-simonisme.

## Julimonarchie
In maart 1839, na ontbinding van het parlement door koning Lodewijk Filips I, werd hij verkozen als volksvertegenwoordiger voor Parijs (herkozen in 1842 en 1846) en zat hij in de groep van radicaal links.

## Tweede Franse Republiek
Tijdens de Februarirevolutie van 1848 sprak hij zijn voorkeur uit voor een republiek. Alphonse de Lamartine koos hem als minister van Onderwijs in de voorlopige regering. Hij stelde toen een wet voor voor gratis en verplicht basisonderwijs voor jongens en meisjes. Hij was echter een tegenstander van volledig seculier onderwijs en sprak de befaamde woorden: "De pastor en de schoolmeester zijn de twee pilaren waarop het bouwsel van de republiek rust." Door deze uitspraak maakte hij zich niet geliefd bij zowel rechts als ultralinks. 
Na het revolutionaire oproer van eind juni werd hij door generaal Cavaignac gevraagd om deze ministerpost voort te zetten, ondanks tegenstand uit het parlement. Op 5 juli 1848 zagen zijn tegenstanders hun kans echter schoon. Na de afkeuring door het parlement van het 'communistische' boekje Manuel republicain de l'homme et du citoyen  van Charles Renouvier, dat onder goedkeuring van Carnot verschenen was, moest hij aftreden. Bij de algemene verkiezingen van 1849 faalde hij, maar in 1850 geraakte hij terug in het parlement tijdens een partiële verkiezingsronde.

## Tweede Franse Keizerrijk
Hij was tegen de staatsgreep van 2 december 1851 van Lodewijk Napoleon en na de parlementsverkiezingen van 1852 weigerde hij zitting te nemen in het parlement om zodoende geen eed van trouw te moeten afleggen aan de nieuwe keizer. Hij herhaalde deze weigering in 1857, maar na zijn verkiezing van 1863 nam hij toch opnieuw zitting in het Wetgevend Lichaam. Van 1864 tot 1869 maakte hij er deel uit van de republikeinse oppositie. Bij de parlementsverkiezingen van 1869 verloor hij van Léon Gambetta.

## Derde Franse Republiek
In 1871 werd hij volksvertegenwoordiger voor het departement Seine-et-Oise en hij nam deel aan het opstellen van de grondwet, de Constitutionele wetten van 1875 onder president Patrice de Mac Mahon. Op 16 december 1875 werd hij senator voor het leven (sénateur inamovible).

## Overlijden
Hippolyte Carnot stierf in 1888, drie maanden nadat zijn oudste zoon Marie François Sadi Carnot president van de republiek werd. Zijn tweede zoon Marie Adolphe Carnot (1839-1920), werd in 1899 nog directeur van de École des Mines.
- Bibsys: 90669990
- Biblioteca Nacional de España: XX934642
- Bibliothèque nationale de France: cb12136021n (data)
- CiNii: DA06860588
- Gemeinsame Normdatei: 122568338
- International Standard Name Identifier: 0000 0001 0916 5256
- Library of Congress Control Number: n88058076
- Nationale Bibliotheek van Tsjechië: jo2002113398
- Nationale bibliotheek van Australië: 35746197
- Nationale Bibliotheek van Israël: 987007276450705171
- Nederlandse Thesaurus van Auteursnamen: 086687115
- Réseau des bibliothèques de Suisse occidentale: 02-A003078229
- Istituto Centrale per il Catalogo Unico: PUVV087071
- LIBRIS: 252032
- SNAC: w6t02sfc
- Système universitaire de documentation: 029813301
- Trove: 1068321
- Virtual International Authority File: 74636252
- WorldCat: E39PBJw93tkXKpJKH8GtFq3JDq